# فولیکول مو
فولیکول مو یک دستگاه پوستی پستانداران است که تولیدکننده مو می‌باشد.
تولید مو در چند فاز یا مرحله انجام می‌گیرد؛ که شامل رشد (آناژن)، توقف (کاتاژن)، آرامگیری (تلوژن) می‌باشد. سلول‌های ساقه مسئول تولید مو هستند. شکل فولیکول مو بر روی شکل مو و بافت و مشخصات فردی مو تأثیر می‌گذارد.

## ساختار

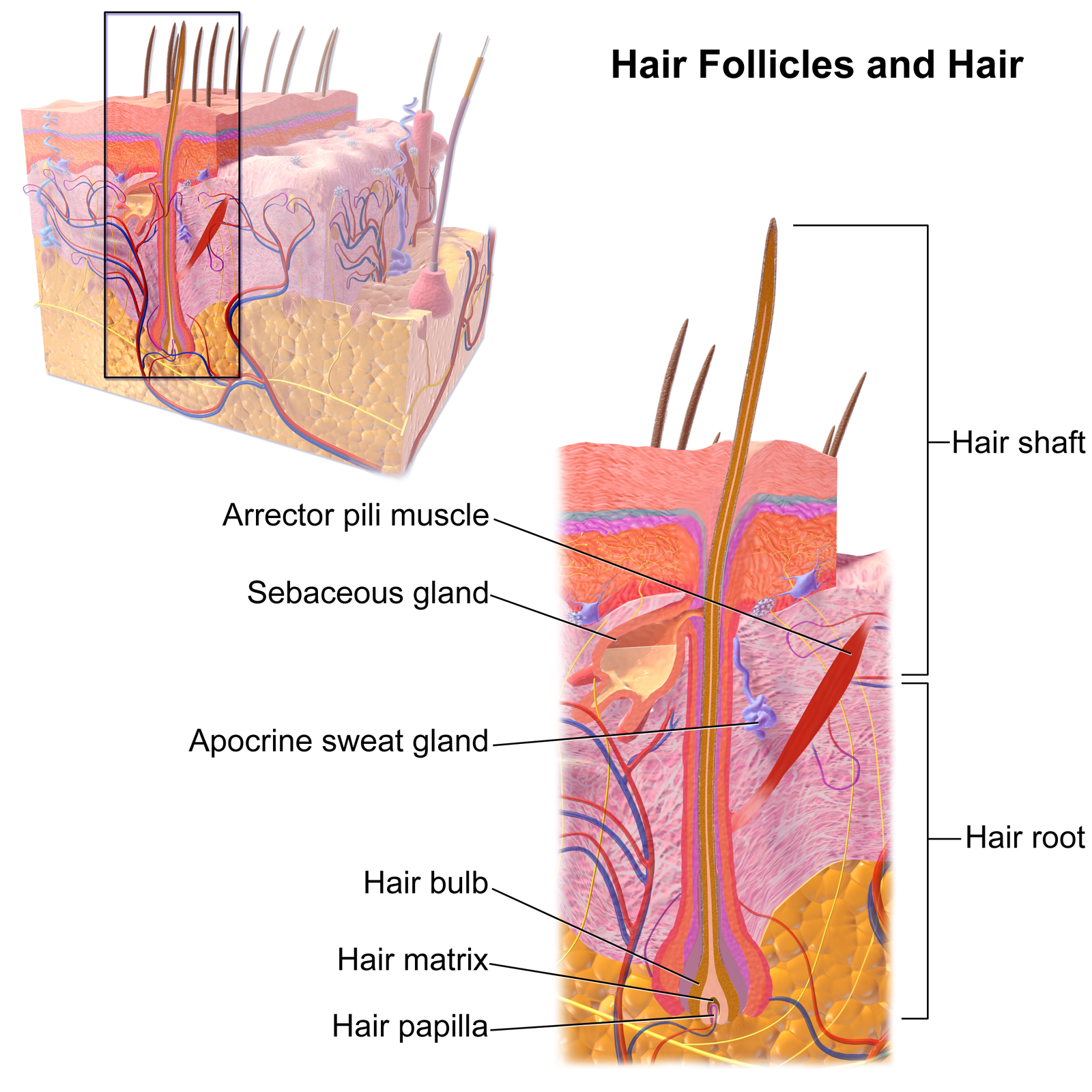
Hair Follicles and Hair.

### پستانک
پستانک ساختار بزرگی در پایهٔ فولیکول مو است. پستانک عمدتاً به شکل یک بافت هم‌بند و حلقهٔ مویرگی ساخته می‌شود.

### ماتریکس
ماتریکس اطراف پستانک را می‌پوشاند.

### غلاف
غلاف از قسمت خارجی و داخلی تشکیل شده است. غلاف خارجی ریشه با سلول‌های مکعبی پدیدار می‌شود زمانی که هماتوکسیلین و ائوزین رنگ آمیزی می‌شود.
غلاف داخلی از سه لایه تشکیل می‌شود. لایهٔ هنل، لایهٔ هاکسلی و یک کوتیکول داخلی که تا خارجی‌ترین لایهٔ فیبر مو پیوسته است.

### برآمدگی(bulge)
برآمدگی در غلاف خارجی قرار گرفته است در ورودی ماهیچه پیلی pili.
این قسمت گونه های مختلفی از سلول های بنیادی را شامل می شود که کل فولیکول مو را با سلول های جدید میسازد و همچنین به بهبود زخم ها کمک مینماید.سلول های بنیادی نشان دهنده ی +LGR5 در درون بدن هستند.

### دیگر ساختارها
سایر ساختارهای مرتبط با فولیکول مو شامل جام است که فولیکول در آن رشد میکند و به نام اینفوندیبیلیوم (به انگلیسی: Infundibulum) شناخته میشود.ماهیچه های پیلی ،غدد چربی ، غدد عروقی اپوکرین (به انگلیسی: Apocrine)،گیرنده های حسی فولیکول مو، موقعیت و جهت مو را حس میکنند.
قسمت کوچک نرمی از فیبر عضلانی به فولیکول مو متصل است به نام Arrector pili.
این ماهیچه مسئول عمود کردن مو بر سطح پوست است و همچنین کمی برآمدگی روی پوست و یک روزنه کوچک پوستی با چربی پوست.
این فرایند منجر به حالت پوست مرغی میشود.
همچنین یک غده چربی متصل به فولیکول مو وجود دارد که ماده ای روغنی یا مومی تراوش میکند.
هرچه تراکم مو بیشتر باشد غدد چربی بیشتری یافت میشود.

## ریشه
در دوران جنینی،اپیتیلیوم و هماهنگی آن با مزانشیم فولیکول های مو را شکل میدهند.

## چرخه ی فولیکول مو
رشد مو در چند فاز رخ میدهد.آناژن که فاز رشد است.کاتاژن که فاز واپسین یا چرخه ی منحنی.
تلوژن یا فاز آرامگیری مو.(این نام ها از زبان یونانی گرفته شده که آنا، کاتا، و تلوس هستند به معنی بالا ،پایین و پایان میباشند)
هر فاز چند زیر مرحله موفولوژی و هیستولوژی مشخص را شامل میشود .